# Буден, Нажла
Нажла Буден Ромдан (араб. نجلاء بودن رمضان‎; род. 29 июня 1958, Кайруан) — тунисская учёная-геолог и государственный деятель, первая женщина — премьер-министр Туниса в 2021—2023 годах.

## Биография
Родилась 29 июня 1958 года в Кайруане.
25 июля 2021 года президент Саид отстранил премьер-министра Машиши от должности, сосредоточил всю исполнительную власть в своих руках и приостановил деятельность парламента.
22 сентября 2021 года Саид своим указом расширил свои законодательные и исполнительные полномочия, сделав правительство подотчётным институту президентства, а не парламенту. К этому моменту Нажла Буден, профессор геологии Национальной инженерной школы в Тунисе, с 2011 года отвечала в Министерстве высшего образования Туниса за качество преподавания.
29 сентября 2021 года президент поручил Буден сформировать новое правительство, и 11 октября Кабинет был приведён к присяге, а сама Буден стала первой женщиной на посту премьер-министра в истории Туниса вопреки заявлениям оппозиционной исламистской Партии возрождения, которая сочла процедуру антиконституционной.
2 августа 2023 года Буден была уволена со своей должности и заменена Ахмедом Хашани.